# Cardioglossa
Cardioglossa es un género de anfibios de la familia Arthroleptidae que habita en los bosques de África central y occidental.

## Especies
Se reconocen las siguientes 19 según ASW:
- Cardioglossa alsco Herrmann, Herrmann, Schmitz & Böhme, 2004
- Cardioglossa annulata[2] Hirschfeld, Blackburn, Burger, Zassi-Boulou & Rödel, 2015
- Cardioglossa congolia[2] Hirschfeld, Blackburn, Greenbauma & Rödel, 2015
- Cardioglossa cyaneospila Laurent, 1950
- Cardioglossa dorsalis Peters, 1875
- Cardioglossa elegans Boulenger, 1906
- Cardioglossa escalerae Boulenger, 1903
- Cardioglossa gracilis Boulenger, 1900
- Cardioglossa gratiosa Amiet, 1972
- Cardioglossa inornata Laurent, 1952
- Cardioglossa leucomystax (Boulenger, 1903)
- Cardioglossa melanogaster Amiet, 1972
- Cardioglossa nigromaculata Nieden, 1908
- Cardioglossa occidentalis Blackburn, Kosuch, Schmitz, Burger, Wagner, Gonwouo, Hillers & Rödel, 2008
- Cardioglossa oreas Amiet, 1972
- Cardioglossa pulchra Schiøtz, 1963
- Cardioglossa schioetzi Amiet, 1982
- Cardioglossa trifasciata Amiet, 1972
- Cardioglossa venusta Amiet, 1972.